# Lis Vibeke Kristensen
Lis Vibeke Kristensen, född 19 april 1943 i Svendborg på Fyn i Danmark, är en dansk dramaturg, teaterregissör, kulturjournalist, författare och teaterchef.

## Biografi
Lis Vibeke Kristensen utbildade sig till dramaturg på Aarhus universitet där hon examinerades 1971. Under 1970-talet ingick hon i ledningen för Fiolteatret i Köpenhamn. 1986-1990 var hon chef för Länsteatern i Örebro och 1990-1995 för teatern Svalegangen i Århus. Som regissör och dramaturg var hon engagerad i nyskriven dramatik och hon har även själv skrivit pjäser. Under en period skrev hon litteraturkritik i Sydsvenska Dagbladet. Hon debuterade som poet 1983 och efter åren på Svalegången blev hon författare på heltid. Förutom skönlitteratur har hon även skrivit facklitteratur inom management. Till sina läromästare räknar hon Margaret Atwood, Elsa Morante och Albert Camus. 1985 hade hon framgång med den senares Caligula på Länsteatern i Örebro med Erik Kiviniemi i huvudrollen.

## Regi i Sverige
- 1985 Caligula av Albert Camus, Länsteatern i Örebro, översättning Eyvind Johnson, med bl.a. Erik Kiviniemi & George Fant
- 1987 Finns det tigrar i Kongo? av Bengt Ahlfors & Johan Bargum, Länsteatern i Örebro
- 1987 The Show Must Go On av Tomas Tengby, Länsteatern i Örebro
- 1990 Munkavle av bl.a. Jackie Collins & Salman Rushdie, Länsteatern i Örebro